# Sevelen (Zwitserland)
Sevelen is een gemeente en plaats in het Zwitserse kanton Sankt Gallen, en maakt deel uit van het district Werdenberg.
Sevelen telt 4362 inwoners.